# Giovanni Pacini
Giovanni Pacini (11. února 1796, Catania - 6. prosince 1867, Pescia) byl italský, převážně operní hudební skladatel.

## Život
Pacini se narodil v Catanii na Sicílii. Jeho otec Luigi Pacini byl operní zpěvák a později často účinkoval v synových operách. Rodina byla původem z Toskánska. Studoval na konzervatoři v Bologni zpěv u L. Marchesiho a kontrapunkt a v letech 1809 až 1812 v Benátkách skladbu u B. Furlaneta.
První velký úspěch se dostavil v letech 1817 až 1818 s operami Adelaide e Comingio a Il barone di Dolsheim. Odešel do Říma a úzce spolupracoval s Gioacchinem Rossinim. Je prokázáno, že zkomponoval tři scény do Rossiniho opery Matilde di Shabran. Přestěhoval se do Luccy a následovalo první velké tvůrčí období. Jeho opery Alessandro nell’Indie, Amazilia a L’ultimo giorno di Pompei se hrály s velkým úspěchem v Neapoli. V Miláně sklidil uznání za operu Gli arabi nelle Gallie (1827). Představení jeho oper ve Vídni a v Paříži byla ale přijata chladně a po neúspěchu opery Carlo di Borgogna vyvrcholila skladatelova tvůrčí krize.
Pacini se vrátil do Viareggia a nějaký čas se věnoval pouze pedagogické činnosti na Liceo musicale, které sám založil. V roce 1837 se stal dirigentem (maestro di cappella) v Lucce a ředitelem nového hudebního institutu Istituto musicale.
K operní tvorbě se vrátil až v roce 1840, a to s obrovským úspěchem. Tehdy vznikly jeho nejslavnější opery Saffo a Medea. Jeho opera Maria, regina d'Inghilterra z roku 1843 s volným námětem z života anglické královny Marie Tudorovny se občas hraje i v současnosti poté, co byla v roce 1983 znovuobjevena pro operní festival v londýnské čtvrti Camden.
Pacini pokračoval v pedagogické práci v Lucce a ve Florencii. V roce 1855 se usadil v Pescii, kde také strávil zbytek svého života. Poslední velký úspěch slavil s operou Il saltimbanco v roce 1855. Pak se věnoval více muzikovědným studiím a kompozici instrumentální a chrámové hudby.
Zemřel v Pescii 6. prosince 1867. Po jeho smrti byly vydány jeho Paměti, které jsou důležitým dokumentem pro studium myšlenkových proudů hudební Itálie té doby.

## Dílo
Podle současných hudebních vědců Pacini za svůj život zkomponoval 74 oper, což je poněkud méně než se dříve odhadovalo, neboť řada titulů se ukázala být pouze alternativními názvy týchž oper. Prvních zhruba 25 oper je psáno v Rossiniho stylu. Což nepřekvapuje, neboť Rossini žil v té době ještě v Itálii a určoval vkus obecenstva. Poté, co Rossini odjel do Francie, začali okolo roku 1824 formovat italskou operu Pacini a jeho současníci Vincenzo Bellini a Gaetano Donizetti, ale také Giacomo Meyerbeer, Nicola Vaccai, Michele Carafa, Carlo Coccia a Saverio Mercadante.
Tato skupina skladatelů vytvářela nový styl opery zvaný bel canto. Zpěvákům, zejména mužským hlasům, ubylo koloratur. Orchestrová instrumentace se stala mohutnější a přibylo lyrického patosu. Romantické party byly přidělovány tenorům, zatímco ještě v Rossiniho éře byly výsadou mužských sopránů, tedy kastrátů. Role padouchů byly vyhrazeny basům a barytonům a velký důraz byl kladen na dramatickou složku představení.

## Opery
- Don Pomponio (1813, nedokončeno)

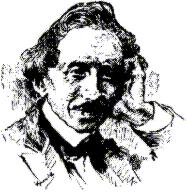
Giovanni Pacini

- Annetta e Lucindo (1813 Teatro S. Radegonda, Milán)
- La ballerina raggiratrice (1814 Teatro della Pergola, Florencie)
- L'ambizione delusa (1814 Teatro della Pergola, Florencie)
- L'escavazione del tesoro (1814, Pisa)
- Gli sponsali de' silfi (1814 Teatro de' Filodrammatici, Milán)
- Bettina vedova (Il seguito di Ser Mercantonio) (1815 Teatro San Moisè, Benátky)
- La Rosina (1815 Teatro alla Pergola, Florencie)
- La Chiarina (1815 Teatro San Moisè, Benátky)
- L'ingenua (1816 Teatro San Benedetto, Benátky)
- Il matrimonio per procura (1817 Teatro Rè, Milán)
- Dalla beffa il disinganno, ossia La poetessa (1816 Teatro Rè, Milán - hráno také jako Il carnevale di Milano)
- Piglia il mondo come viene ( 1817 Teatro Rè, Milán)
- I virtuosi di teatro (1817 Teatro Rè, Milán)
- La bottega di caffè (1817 Teatro Rè, Milán)
- Adelaide e Comingio (1817 Teatro Rè, Milán - [také Isabella e Florange, Il comingio, Comingio pittore)
- Atala (1818 Teatro Nuovo, Padova)
- Gl'illinesi (1818, nedokončeno)
- Il barone di Dolsheim (1818 Teatro alla Scala, Milán - také jako Federico II re di Prussia, Il barone di Felcheim, La colpa emendata dal valore)
- La sposa fedele (1819 Teatro San Benedetto, Benátky)
- Il falegname di Livonia (1819 Teatro alla Scala, Milán)
- Vallace, o L'eroe scozzese (1820 Teatro alla Scala, Milán - také jako Odoardo I re d'Inghilterra)
- La sacerdotessa d'Irminsul (1820 Teatro Grande, Terst)
- La schiava in Bagdad, ossia Il papucciajo (1820 Teatro Carignano, Turín)
- La gioventù di Enrico V (1820 Teatro Valle, Řím - také jako La bella tavernara, ossia Le avventure d'una notte]
- Cesare in Egitto (1821 Teatro Argentina, Řím)
- La vestale (1823 Teatro alla Scala, Milán)
- Temistocle (1823 Teatro Giglio, Lucca)
- Isabella ed Enrico ( 1824 Teatro alla Scala, Milán)
- Alessandro nelle Indie (1824 Teatro San Carlo, Neapol)
- Amazilia (1825 Teatro San Carlo, Neapol)
- L'ultimo giorno di Pompei (1825 Teatro San Carlo, Neapol)
- La gelosia corretta (1826 Teatro alla Scala, Milán)
- Niobe (1826 Teatro San Carlo, Neapol)
- Gli arabi nelle Gallie, ossia Il trionfo della fede (1827 Teatro alla Scala, Milán - jako L'ultimo dei clodovei (1855 Théâtre Italien, Paříž)]
- Margherita regina d'Inghilterra (1827 Teatro San Carlo, Neapol - také jako Margherita d'Anjou]
- I cavalieri di Valenza (1828 Teatro alla Scala, Milán)
- I crociati a Tolemaide, ossia Malek-Adel (1828 Teatro Grande, Terst - také jako La morte di Malek-Adel)
- Il talismano, ovvero La terza crociata in Palestina (1829 Teatro alla Scala, Milán)
- I fidanzati, ossia Il contestabile di Chester (1829 Teatro San Carlo, Neapol)
- Giovanna d'Arco (1830 Teatro alla Scala, Milán)
- Il corsaro (1831 Teatro Apollo, Řím)
- Ivanhoe (1832 Teatro La Fenice, Benátky)
- Don Giovanni Tenorio, o Il convitato di pietra (1832 Casa Belluomini, Viareggio)
- Gli elvezi, ovvero Corrado di Tochemburgo (1833 Teatro San Carlo, Neapol)
- Fernando duca di Valenza (1833 Teatro San Carlo, Neapol)
- Irene, o L'assedio di Messina (1833 Teatro San Carlo, Neapol)
- Carlo di Borgogna (1835 Teatro La Fenice, Benátky)
- Furio Camillo (1839 Teatro Apollo, Řím)
- Saffo (1840 Teatro San Carlo, Neapol)
- L'uomo del mistero (1841 Teatro Nuovo, Neapol)
- Il duca d'Alba (1842 Teatro La Fenice, Benátky - také jako Adolfo di Werbel)
- La fidanzata corsa (1842 Teatro San Carlo, Neapol)
- Maria, regina d'Inghilterra (1843 Teatro Carolino, Palermo)
- Medea (1843 Teatro Carolino, Palermo)
- Luisella, ossia La cantatrice del molo di Napoli (1843 Teatro Nuovo, Neapol)
- L'ebrea (1844 Teatro alla Scala, Milán)
- Lorenzino de' Medici (1845 Teatro La Fenice, Benátky - také jako Rolandino di Torresmondo, Elisa Valasco)
- Bondelmonte (1845 Teatro alla Pergola, Florence také jako Buondelmonte)
- Stella di Napoli (1845 Teatro San Carlo, Neapol)
- La regina di Cipro (1846 Teatro Regio, Turín)
- Merope (1847 Teatro San Carlo, Neapol)
- Ester d'Engaddi (1848 Teatro Regio, Turín)
- Allan Cameron (1848 Teatro La Fenice, Benátky)
- Zaffira, o La riconciliazione (1851 Teatro Nuovo, Neapol)
- Malvina di Scozia (1851 Teatro San Carlo, Neapol)
- L'assedio di Leida (Elnava) (1852, nedokončeno)
- Rodrigo di Valenza (1852, neprovedeno)
- Il Cid (1853 Teatro alla Scala, Milán)
- Romilda di Provenza (1853 Teatro San Carlo, Neapol)
- La donna delle isole (1854, neprovedeno)
- La punizione (1854 Teatro La Fenice, Benátky - také jako Lidia di Brabante, Lidia di Bruxelles, Niccolò de' Lapi)
- Margherita Pusterla (1856 Teatro San Carlo, Neapol)
- Il saltimbanco (1858 Teatro Argentina, Řím)
- Gianni di Nisida (1860 Teatro Argentina, Řím)
- Il mulattiere di Toledo (1861 Teatro Apollo, Řím)
- Belfagor (1861 Teatro alla Pergola, Florencie)
- Carmelita (1863, neprovedeno)
- Don Diego di Mendoza (1867 Teatro La Fenice, Benátky)
- Berta di Varnol (1867 Teatro San Carlo, Neapol)